# 靳彊
靳彊，秦末汉初军事人物，汉汾陽侯。

## 生平
以郎中騎身份追随刘邦，自陽夏/櫟陽开始。参与楚汉战争，以中尉的身份击破鍾離眛軍，因功封汾陽侯。

### 鸿门宴
项羽驻军鸿门，刘邦率百骑赴宴。后借如厕名义离宴，靳彊与樊噲、夏侯嬰、紀信等四人持劍盾步走，保护刘邦离开。

### 汉朝时期
汉朝建立后，靳彊曾任南郡太守，奏请对巴中蠻夷的政策如秦朝时一样
在位十一年去世，谥号嚴。

## 家庭
子：靳解，汾陽共侯